# Mistrzostwa Ameryki Środkowej i Karaibów w Lekkoatletyce 1971
3. Mistrzostwa Ameryki Środkowej i Karaibów w Lekkoatletyce – zawody sportowe, które odbyły się w roku 1971 w Kingston na Jamajce.

## Rezultaty

### Mężczyźni
| Konkurencja                   |                   | Wynik     |                    | Wynik     |                     | Wynik     |
| ----------------------------- | ----------------- | --------- | ------------------ | --------- | ------------------- | --------- |
| 100 m                         | Don Quarrie       | 10,2      | Lennox Miller      | 10,2      | Pablo Montes        | 10,8      |
| 200 m                         | Don Quarrie       | 20,6      | Guillermo González | 21,3      | Pablo Montes        | 21,3      |
| 400 m                         | Alfred Daley      | 46,6      | Melesio Piña       | 47,4      | Raúl Dome           | 47,6      |
| 800 m                         | Byron Dyce        | 1:49,7    | Leandro Civil      | 1:49,7    | Lennox Stewart      | 1:50,0    |
| 1500 m                        | Byron Dyce        | 3:46,8    | Antonio Colón      | 3:47,5    | Carlos Martínez     | 3:48,2    |
| 5000 m                        | Héctor Ortiz      | 14:25,6   | Rodolfo Gómez      | 14:25,8   | Lucirio Garrido     | 14:30,0   |
| 10 000 m                      | Valentín Robles   | 31:32,0   | Victoriano López   | 31:41,8   | Héctor Ortiz        | 31:53,0   |
| Półmaraton                    | Andrés Romero     | 1:10:24   | John Mowatt        | 1:12:46   | Lucas Lara          | 1:12:50   |
| 3000 m z przeszkodami         | Lucirio Garrido   | 8:56,8    | Rigoberto Mendoza  | 8:58,8    | José Cobo           | 9:11,6    |
| 110 m ppł                     | Juan Morales      | 13,8      | Arnaldo Bristol    | 13,9      | Godfrey Murray      | 13,9      |
| 400 m ppł                     | Juan García       | 52,1      | Francisco Dumeng   | 52,3      | Fernando Montelongo | 52,7      |
| Skok wzwyż                    | Pedro Yequez      | 1,98      | Lloyd Scott        | 1,95      | Miguel Durañona     | 1,95      |
| Skok o tyczce                 | Roberto Moré      | 4,82      | Juan Laza          | 4,40      | Guillermo González  | 4,30      |
| Skok w dal                    | George Swanston   | 7,43      | Wilfredo Maisonave | 7,38      | Abelardo Pacheco    | 7,19      |
| Trójskok                      | Pedro Pérez       | 15,94     | Juan Velázquez     | 15,42     | Tim Barrett         | 15,32     |
| Pchnięcie kulą                | Benigno Hodelín   | 15,76     | Alfredo Leyva      | 15,33     | Jorge Marrero       | 14,96     |
| Rzut dyskiem                  | Bárbaro Cañizares | 55,50     | Javier Moreno      | 54,44     | Leopold Blake       | 46,04     |
| Rzut młotem                   | Víctor Suárez     | 56,54     | Jesús Fuentes      | 53,98     | Pedro Granell       | 53,54     |
| Rzut oszczepem                | Juan Jarvis       | 77,20     | Amado Morales      | 74,38     | Justo Perelló       | 71,40     |
| Dziesięciobój lekkoatletyczny | Orlando Pedroso   | 6779 pkt. | Jesús Mirabal      | 6692 pkt. | Dunstan Campbell    | 6105 pkt. |
| Chód na 10 000 m              | Lucas Lara        | 47:20,2   | Ismael Ávila       | 47:43,8   | Raúl González       | 49:35,2   |
| Sztafeta 4 × 100 m            | Jamajka           | 39,2      | Portoryko          | 40,7      | Wenezuela           | 40,7      |
| Sztafeta 4 × 400 m            | Jamajka           | 3:09,0    | Kuba               | 3:10,1    | Trynidad i Tobago   | 3:13,3    |

### Kobiety
| Konkurencja               |                   | Wynik  |                  | Wynik  |                    | Wynik  |
| ------------------------- | ----------------- | ------ | ---------------- | ------ | ------------------ | ------ |
| 100 m                     | Fulgencia Romay   | 11,5   | Silvia Chivás    | 11,6   | Rosie Allwood      | 11,9   |
| 200 m                     | Fulgencia Romay   | 23,6   | Silvia Chivás    | 23,9   | Diva Bishop        | 24,1   |
| 400 m                     | Marilyn Neufville | 53,5   | Carmen Trustée   | 54,0   | Yvonne Saunders    | 54,3   |
| 800 m                     | Carmen Trustée    | 2:14,6 | Aurelia Pentón   | 2:15,1 | Beverly Panton     | 2:15,8 |
| 1500 m                    | Lucía Quiroz      | 4:34,2 | Enriqueta Nava   | 4:37,5 | Melquises Fonseca  | 4:38,5 |
| 100 m ppł                 | Marlene Elejalde  | 13,7   | Lourdes Jones    | 14,0   | Carmen Smith-Brown | 14,1   |
| 200 m ppł                 | Lourdes Jones     | 28,0   | Raquel Martínez  | 28,2   | Enriqueta Basilio  | 29,0   |
| Skok wzwyż                | Audrey Reid       | 1,73   | Andrea Bruce     | 1,70   | Marima Rodríguez   | 1,67   |
| Skok w dal                | Marina Samuells   | 5,93   | Marcia Garbey    | 5,68   | Yvonne Saunders    | 5,65   |
| Pchnięcie kulą            | Carmen Romero     | 14,25  | Grecia Hamilton  | 14,04  | Orlanda Lynch      | 10,20  |
| Rzut dyskiem              | Carmen Romero     | 55,24  | María Betancourt | 49,38  | Orlanda Lynch      | 34,02  |
| Rzut oszczepem            | Tomasa Núñez      | 51,64  | Milagros Bayard  | 41,54  | Celina Surga       | 37,56  |
| Pięciobój lekkoatletyczny | Marlene Elejalde  | 4341   | Lucía Vaamonde   | 4333   | Marcia Garbey      | 4122   |
| Sztafeta 4 × 100 m        | Kuba              | 45,4   | Jamajka          | 46,0   | Wenezuela          | 47,2   |
| Sztafeta 4 × 400 m        | Kuba              | 3:38,6 | Jamajka          | 3:41,0 | Trynidad i Tobago  | 4:03,2 |

## Tabela medalowa
| Poz. | Państwo           |    |    |    | Łącznie |
| ---- | ----------------- | -- | -- | -- | ------- |
| 1    | Kuba              | 22 | 19 | 10 | 51      |
| 2    | Jamajka           | 9  | 6  | 7  | 22      |
| 3    | Meksyk            | 3  | 4  | 4  | 11      |
| 4    | Wenezuela         | 2  | 1  | 5  | 8       |
| 5    | Portoryko         | 1  | 7  | 4  | 12      |
| 6    | Trynidad i Tobago | 1  | 0  | 3  | 4       |
| 7    | Gwatemala         | 0  | 1  | 0  | 1       |
| 8    | Surinam           | 0  | 0  | 2  | 2       |
| 9    | Bahamy            | 0  | 0  | 1  | 1       |
| 9    | Grenada           | 0  | 0  | 1  | 1       |
| 9    | Panama            | 0  | 0  | 1  | 1       |